# Broń paradna

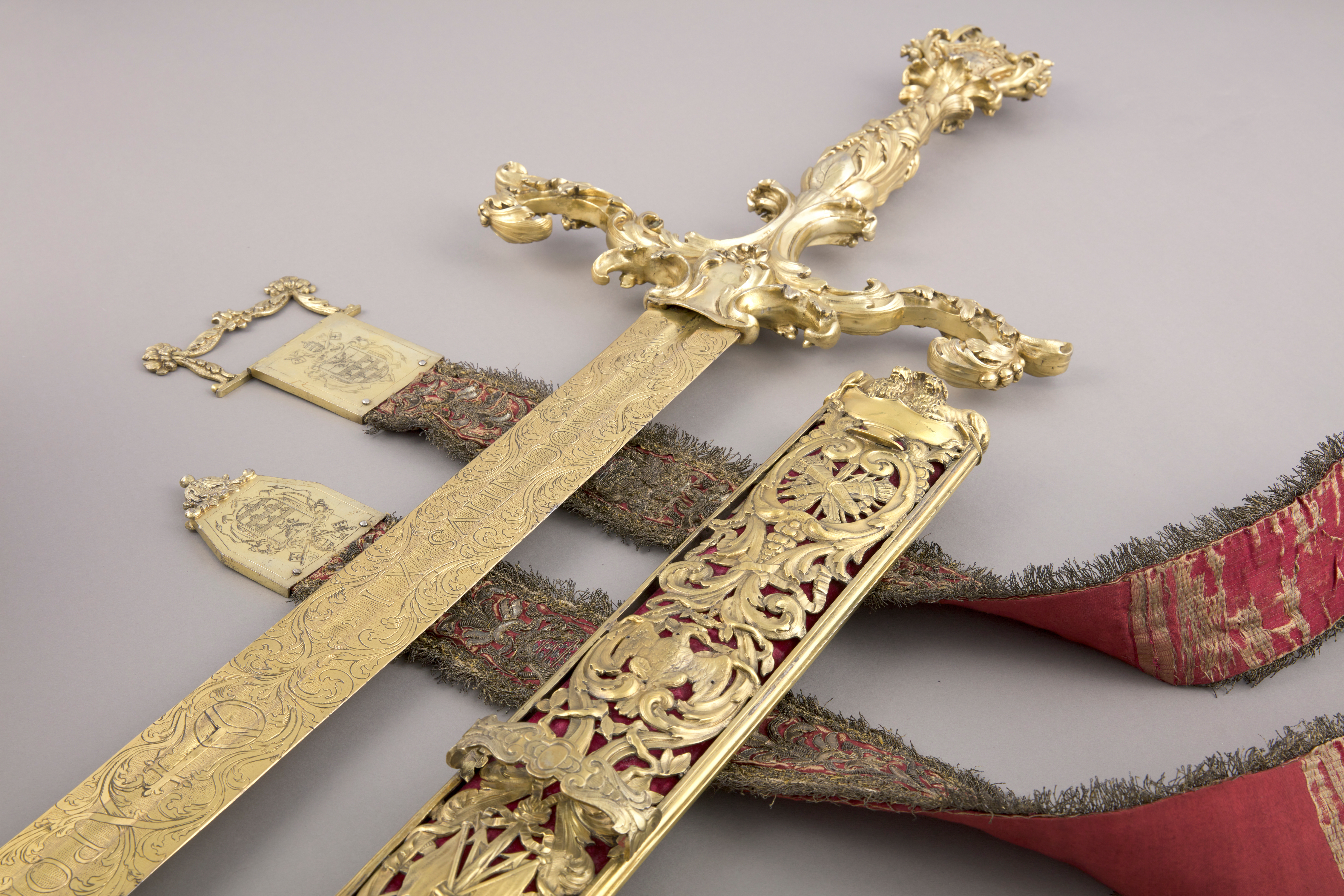
Miecz poświęcany Jana III Sobieskiego

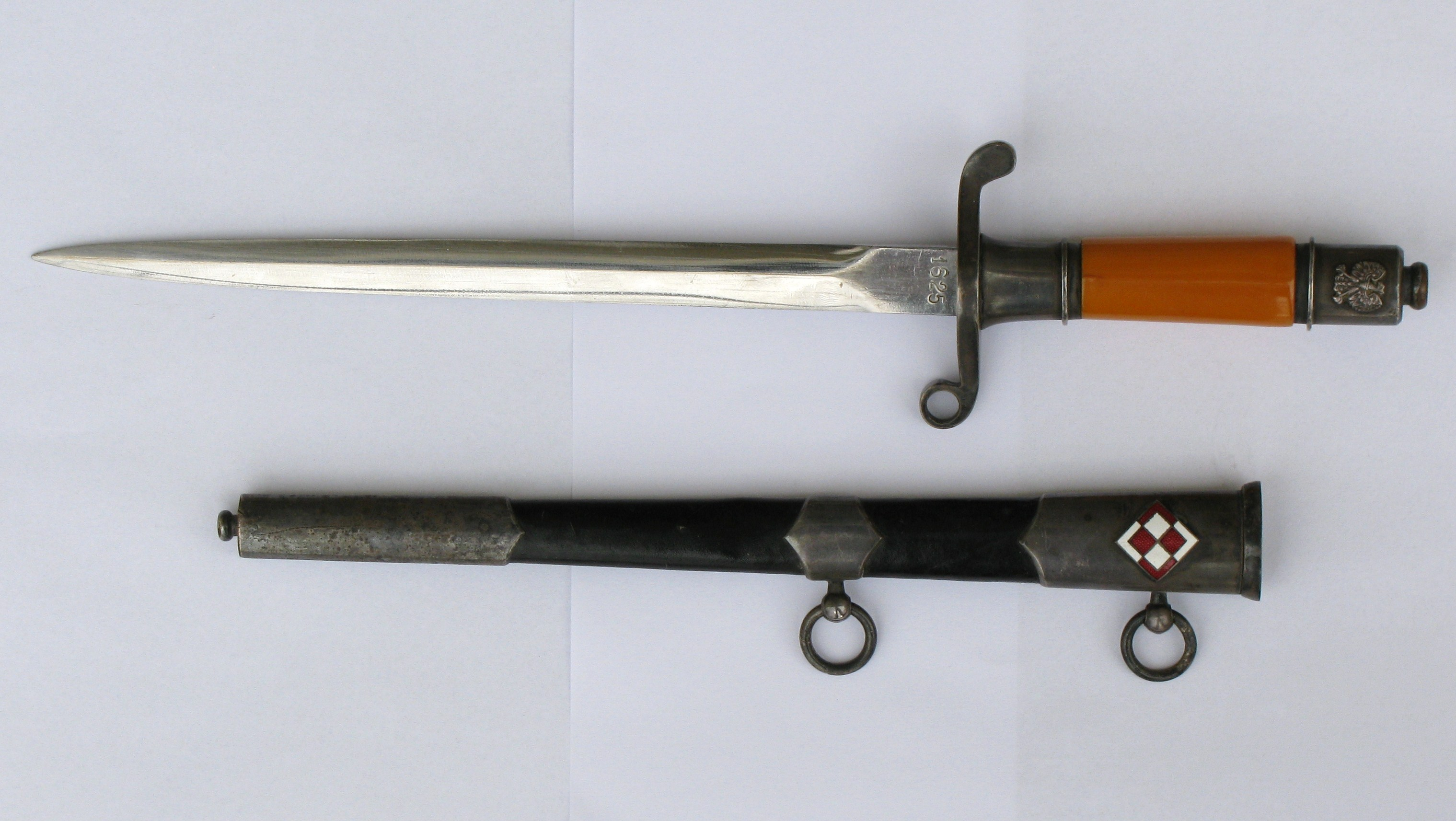
Polski kordzik oficera Sił Powietrznych z okresu PRL

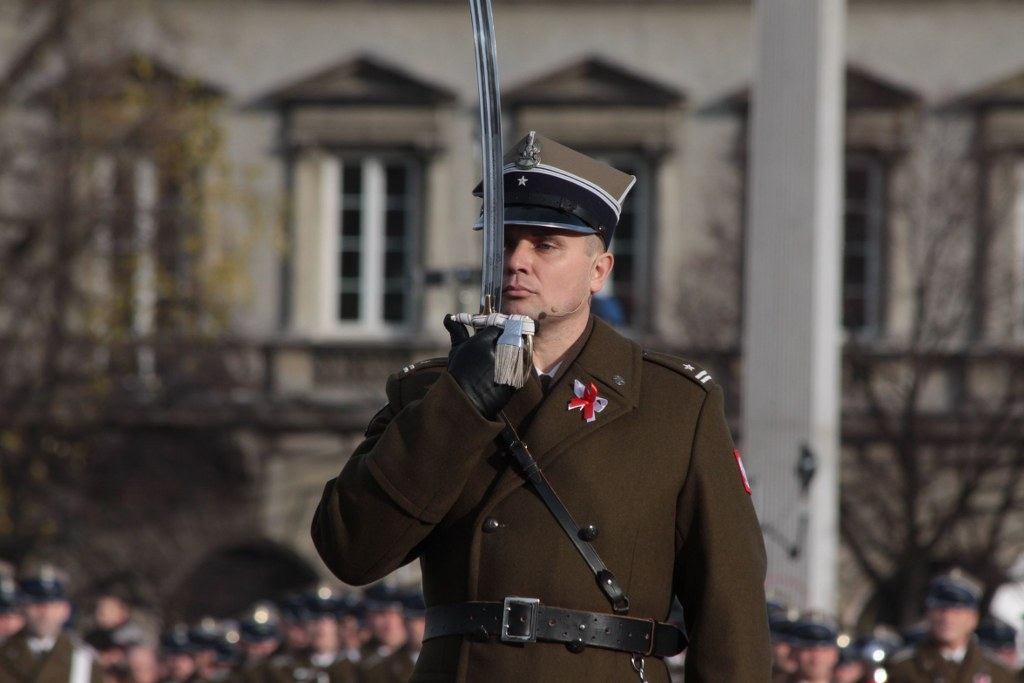
Major Wojska Polskiego z paradną szablą, w czasie uroczystości Święta Niepodległości 2012 r.

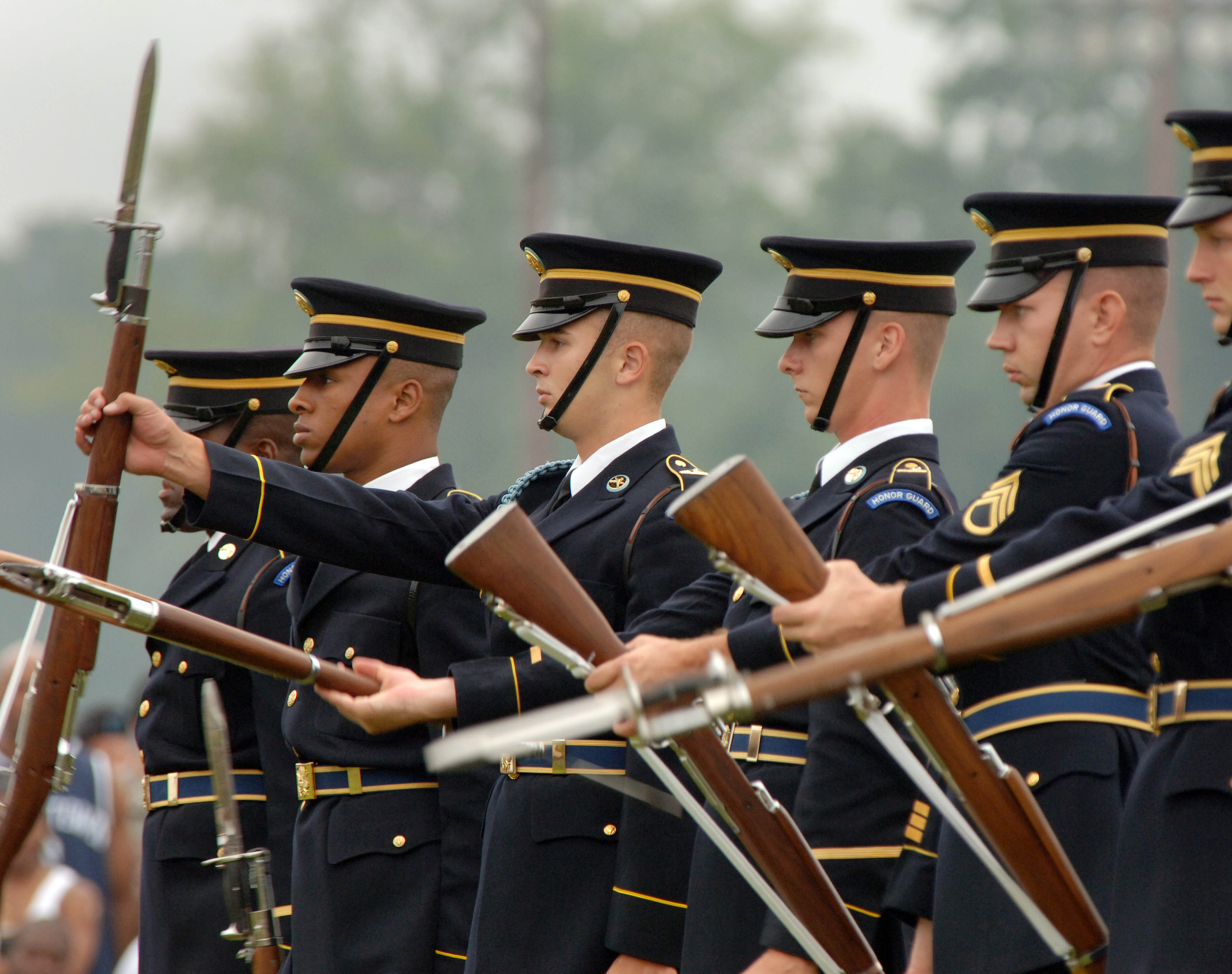
Przekształcenie przestarzałej broni bojowej w broń paradną. Karabin Springfield M1903, elementy metalowe oraz bagnet pochromowano

Broń paradna (ceremonialna) – broń (zarówno biała jak i palna) przeznaczona do celów reprezentacyjnych i ceremonialnych. Jej konstrukcja jest nastawiona przede wszystkim na walory estetyczne, mające podkreślać status, sprawowaną funkcję lub wywierać wrażenie na widzu. Jej funkcje praktyczne jako broni bojowej są kwestią drugorzędną i zazwyczaj są mocno ograniczone bądź całkowicie pomijane. Wykorzystywana najczęściej jako ozdobny element stroju, wyznacznik pozycji/funkcji, lub jako element wyposażenia kompanii reprezentacyjnych np. podczas parad wojskowych.
Broń paradna zazwyczaj wytwarzana jest docelowo do roli reprezentacyjnej. Za przykład mogą posłużyć wojskowe kordziki, będące wyznacznikiem stopnia oficerskiego i noszone do mundurów galowych. Innym przykładem mogą być też bogato zdobione wersje średniowiecznych mieczy ceremonialnych, barokowych karabel kontuszowych czy współczesnych szpad górniczych, które ze względu na ilość ozdobników (wpływających na wyważenie i wagę) lub jakość wykonania, nie nadawały się do fechtunku.
Do broni paradnej można zaliczyć również broń bojową, którą poddano zabiegom poprawiającym estetykę, a która nie utraciła swoich walorów praktycznych, np. karabiny wojskowe i szable wykorzystywane przez kompanie reprezentacyjne, w których elementy metalowe pochromowano. Mimo to, broń tego typu nie jest używana do walki, a jedynie do parad, pokazów musztry i oddawania salw honorowych ślepą amunicją. Podobnie jak miecze grunwaldzkie, będące początkowo zwykłą bronią bojową, z czasem zostały sprowadzone do roli ceremonialnej, jako insygnia władzy, a ich elementy pozłocono.
Do celów reprezentacyjnych używa się również standardowej broni bojowej nie poddanej modyfikacjom, jednak mimo pełnienia przez nią tej funkcji, nie jest ona de facto bronią paradną. W tym celu często wykorzystywana jest również broń przestarzała, wycofana z uzbrojenia jak np. II-wojenne karabiny Mauser kar98k w armii niemieckiej, oraz do niedawna karabinki SKS w armii polskiej.